# Полоцьке воєводство
Полоцьке воєводство (біл. Полацкае ваяводства, лат. Palatinatus Polocensis, пол. Wojewodztwo polockie) — одне з воєводств Великого князівства Литовського провінції Речі Посполитої. Центром воєводства було місто Полоцьк. Найбільші міста — Полоцьк, Бешенковичі, Дісна, Друя, Лепель, Освея, Ушачі, Чашники. Площа воєводства була 18 800 — 21 800 км².
На півночі це воєводство межувало з Московською державою, на заході — з Інфлянтами та Віленським воєводством, на півдні — з Мінським воєводством, а на сході — з Вітебським воєводством.

## Історія

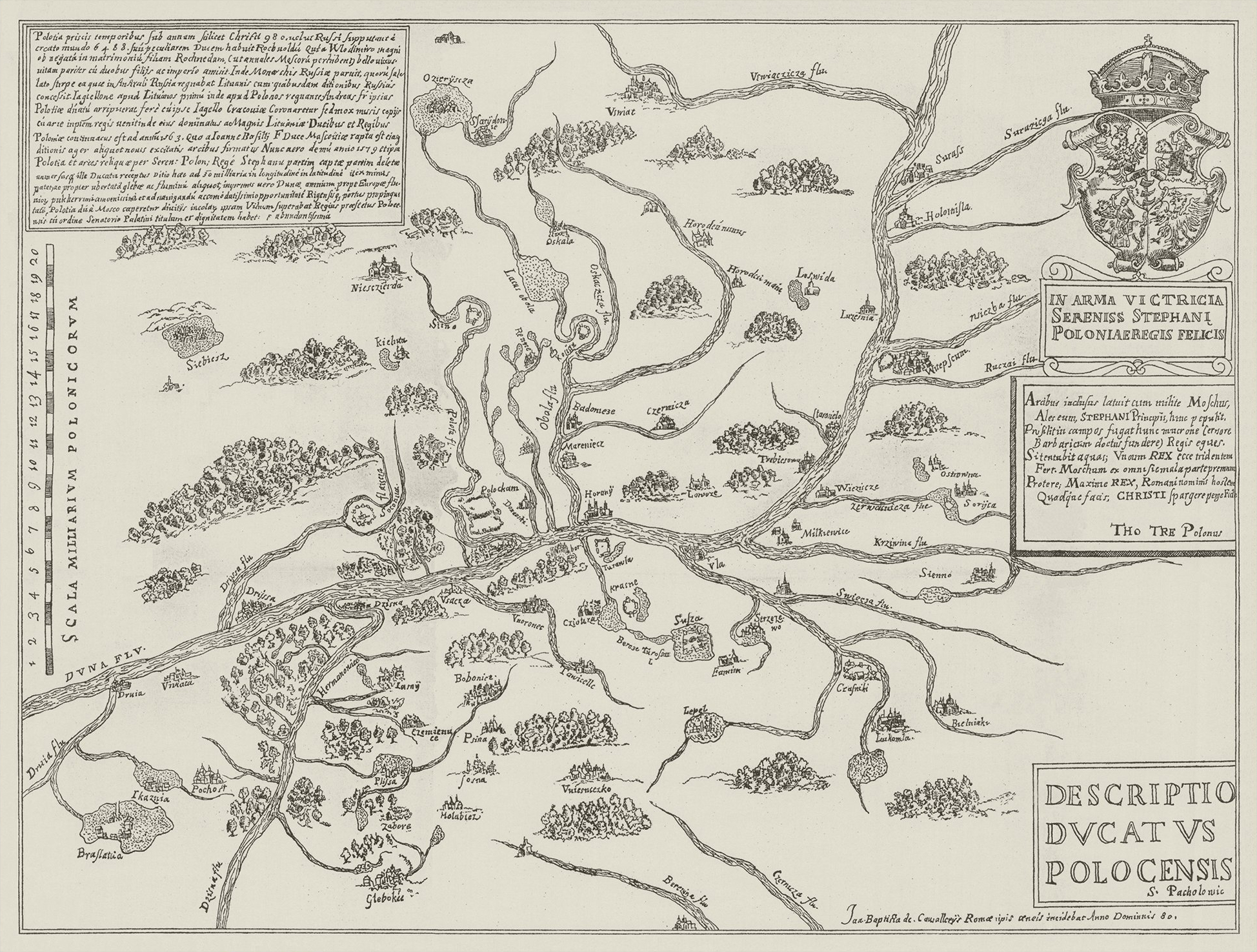
Полоцьке воєводство 1579 року (друкована у Римі)

- У 1504 р. — було утворено з Полоцького князівства дане воєводство.
- У 1563 р. — Іван Грозний завоював місто Полоцьк і частину Полоцького воєводства.
- З 1569 р. — воєводство є в складі Речі Посполитої. У зв'язку з малою щільністю населения не було поділене на повіти. Земські сеймики відбувалися в Полоцьку, від воєводства були лише 2 посли до польського Сейму та литовського Трибуналу. Представництво воєводства — по одному послові до в Вільнюсу згідно з каденцією литовською, та по одному послові до Мінську відповідно каденції руської (русинської). З 1773 р. воєводські сеймики відбувалися в Ушачі — 2 воєводські сенатори, воєвода, полоцький каштелян. Воєвода мав право входити до Сейму після воєводи Любліну перед воєводою Белза так, як каштеляни за рангом среди каштелянів. Гербом воєводства була литовська «Погоня» в білому геральдичному полі, чи на червоній хоругві.
- У 1579 р. — завдяки Стефану Баторію воєводство було повернене у склад Речі Посполитої.
- Після приєднання Полоцька до Російської імперії центр воєводства був перенесений в Ушачі.
- Воєводство межувало з Вітебським воєводством на сході, Мінським — на півдні, Віленським — на заході.

Північні межі воєводства неодноразово мінялися в ході війн Великого князівства Литовського (потім — Речі Посполитої) з Московською (потім — Російською) державою.
- У 1537 р. до Московії відійшло м. Себеж,
- У 1618 р. — до воєводства відійшли прикордонні землі із Себежем і Невелєм,
- У 1667 р. прикордонні землі із Себежем і Невелєм відійшли до Московії.
- У 1655 р. — цар Алєксій I Михайлович знову підбив дане воєводство, і лише згідно з Андрусівським Договором у 1667 р. це воєводство було відновлено в складі Речі Посполитої.
- У середині XVII ст. — у воєводстві налічувалося 23 204 селянських господарства й 185 632 мешканця[2], а після війни 1654–1667 рр. кількість населення скоротилася до 41 000 осіб (винищувалися вщент цілі села і повіти), у цій війні активну участь брали українські козаки, керовані московським царем. У білоруській історії це досі вважається геноцидом, адже майже 50 % всіх етнічних білорусів було знищено, у цих етнічних чистках активну участь брав український козацький полковник Золотаренко Іван Никифорович[3][4][5][6][7].
- У 1772 р. — під час Першого поділу Речі Посполитої північна частка воєводства, значна частина території воєводства була перейменована в Полоцьку провінцію й приєднана до Псковської губернії Російської імперії[8], а південна частка воєводства лишалася до 1793 р. у складі Речі Посполитої. Центр південної частини воєводства був перенесений у Лепель, в 1776 р. — в Ушачі, в 1791 р. — в Чашники.
- У 1793 р. — під час Другого поділу Речі Посполитої уся територія воєводства була приєднана до Російської імперії й включена до складу Полоцького намісництва.